# Loriculus catamene
Il loricolo di Sangihe (Loriculus catamene) è un uccello della famiglia degli Psittaculidi, endemico dell'Indonesia.